# Hexaclorofeno
Es el 2,2-Metilen-bis(3,4,6-triclorofenol), y su fórmula química es C13H6Cl6O2.
Es un antiséptico derivado halogenado del fenol que posee actividad bacteriostática y detergente más eficaz frente a bacterias Gram positivas, como Staphylococcus aureus, que frente a Gram negativas o esporas. Su eficacia depende de la acción residual ya que forma una película sobre la piel, por ello su uso crónico aumenta la acción bactericida.

## 1. Propiedades fisicoquímicas
Presenta un aspecto de polvo blanquecino que se puede absorber por inhalación, a través de la piel o bien por ingestión, es muy
liposoluble por lo que se va a poder acumular en aquellos tejidos de naturaleza grasa y es inodoro. Además, presenta un punto de fusión de 164- 165 °C, una masa molecular de 406,9 g/mol, un coeficiente de reparto octanol/agua como log Pow de 7,54, y un pH similar al de la piel (pH=5-6). Se descompone al calentarlo intensamente o al arder, produciendo humos tóxicos e irritantes, incluyendo cloruro de hidrógeno.

## 2. Mecanismo de acción
Este antiséptico por su elevado coeficiente de reparto es capaz de penetrar las membranas celulares de las bacterias y desnaturalizar las proteínas protoplasmáticas al combinarse con ellas, por lo que su mecanismo de acción se basa en destruir las paredes y membranas celulares, precipitar las proteínas al desnaturalizarlas e inactivar enzimas.
Además, debido a que presenta un pH similar al que presenta la piel, una aplicación continuada de la sustancia conlleva a la detección en sangre de la misma debido a que se absorbe fácilmente pudiendo dar lugar a una intoxicación.

## 3. Usos e indicaciones
Se utiliza para el lavado quirúrgico, para la limpieza y desinfección de la piel en forma de emulsión en cremas y jabones, y para el control de brotes de infección o sepsis producidas por bacterias Gram positivas, cuando no responden a otros tratamientos.

## 4. Efectos tóxicos
- El hexaclorofeno a nivel de la piel puede producir reacciones alérgicas como erupción cutánea, picazón o urticaria, irritación, enrojecimiento y fotosensibilidad. Además, el uso continuado puede producir descamación y sequedad de la piel. Dado que las lesiones sobre la piel facilitan la absorción de sustancias, éste puede producir neurotoxicidad que puede llegar a producir la muerte. Los niños son especialmente sensibles a dicha neurotoxicidad, por lo que en ellos pueden aparecer convulsiones e irritación cerebral. En prematuros puede llegar a absorberse a través de la piel integra.
- En caso de ingestión puede producir anorexia, cólicos abdominales, vómitos, diarreas, hipotensión arterial e incluso la muerte.[4]

- En contacto con los ojos, produce fotofobia. Y si la exposición es larga, ceguera.

- Si se inhala, puede causar efectos sobre el sistema nervioso central, dando convulsiones y fallo respiratorio. Si la exposición es prolongada puede producir asma y alteraciones del tejido del sistema nervioso central.[6]

- Por otra parte, es teratógeno en animales. Aunque no se dispone de evidencias en humanos, no se debe utilizar esta sustancia durante el embarazo o durante la lactancia, solo se debe administrar en caso de que el beneficio sea superior al riesgo que supone para el feto.[4]

## 5. Tratamiento de intoxicación por hexaclorofeno
En caso de ingestión accidental, consistiría en la provocación del vómito, lavado gástrico (debido a que el hexaclorofeno no es un producto
cáustico, con precaución, para evitar posibles perforaciones), y administración de protectores de la mucosa gástrica (leche o aceite vegetal).
La administración de carbón activado y posteriormente de algún catártico también puede ser útil. Corregir los disturbios hidroelectrolíticos y de los trastornos neurológicos.
La diálisis peritoneal no elimina cantidades significativas de hexaclorofeno. La hemoperfusión y la administración repetida de carbón activado (diálisis gastrointestinal) son modalidades terapéuticas potenciales.

## 6. Precauciones y advertencias

### Uso como reactivo
El hexaclorofeno se descompone al calentarlo intensamente o al arder desprendiéndose gases tóxicos e irritantes por lo que hay que evitar las llamas. En su manipulación es necesario utilizar protección respiratoria, guantes y trajes protectores, pantalla facial y no comer, beber y/o fumar en el laboratorio con el fin de evitar las principales vías de exposición que son la vía inhalatoria, cutánea y oral. En caso de que la intoxicación se produzca, desprenderse de la ropa contaminada, lavar con abundante agua y jabón y proporcionar asistencia médica. Utilizar respiradores de filtros P3 contra sustancias tóxicas. Debe haber unas instalaciones de seguridad: duchas de seguridad y lavaojos.

### Uso doméstico
Respecto al producto comercializado, no utilizar el producto sobre la piel lesionada ni en vendajes oclusivos, ya que con estos últimos aumentaríamos la absorción del compuesto, evitar el contacto del mismo con los ojos y la mucosas, no utilizar en tampones vaginales ni en caso de hipersensibilidad al hexaclorofeno o a otros derivados fenólicos y debido a la fotosensibilidad que es capaz de producir se debe evitar la exposición solar en la medida de lo posible y protegerse de la misma con el uso de protectores solares. También se debe evitar la dispersión del polvo y el contacto directo con el mismo sobre todo en mujeres embarazadas, adolescentes y niños.
En su uso reiterado, la sustancia se acumula y permanece en la piel. Por ello, es necesario, tras la aplicación de la misma, enjuagarse con abundante agua y con jabón o etanol para eliminar los posibles residuos de la sustancia en la piel y evitar así que se absorban y accedan a la circulación sistémica.